# Église Sainte-Marie-du-Peuple de Bomba
L'église Sainte-Marie-du-Peuple (italien : chiesa di Santa Maria del Popolo) est un édifice religieux catholique situé à Bomba, en Italie.

## Histoire
Le premier bâtiment, érigé sur une falaise en position dominante dans la vallée de Sangro, remonte à environ 1100. Il ne reste aucune trace du lieu de culte précédent, car sur commande de Don Bertrando Spaventa (curé de Bomba de 1741 à 1761), oncle des célèbres Silvio et Bertrando Spaventa), il a été entièrement reconstruit vers le milieu du XVIIIe siècle. Le portail latéral remonte à 1742 , comme en témoigne une inscription. Pour agrandir l'église le clocher était également encastré dans les murs, puis le soulevait d'un étage. La plaque des religieux, placée sur la contre-façade à côté de l'entrée principale, atteste que les travaux de rénovation se sont terminés en 1757,.

## Description

### Structure
La façade est orientée à l'ouest, son style baroque s'harmonise avec le clocher. L'intérieur a un plan en croix grecque avec une abside allongée.

### L'intérieur
Le chœur en bois de noyer, situé dans l'abside, le confessionnal et la chaire sont l'œuvre de Domenico De Simone de Agnone. Le premier, décoré de hauts-reliefs et de bas-reliefs, comporte trois panneaux représentant le roi David faisant un acte de repentir (à gauche), l'expulsion d'Adam et Eve du paradis terrestre (au centre) et le prophète Nathan qui reproche à David d'avoir commis adultère(à droite). Dans le coin supérieur gauche du panneau de droite, il y a une Madone avec des caractéristiques similaires à celles du retable au-dessus de l'autel. Ci-dessous l'inscription: Dom. Ant. D´Intino / Hanc parochialem ecles. Regent / DominIcus De Simone Anglonensis / Fecit AD MDCCCVI.

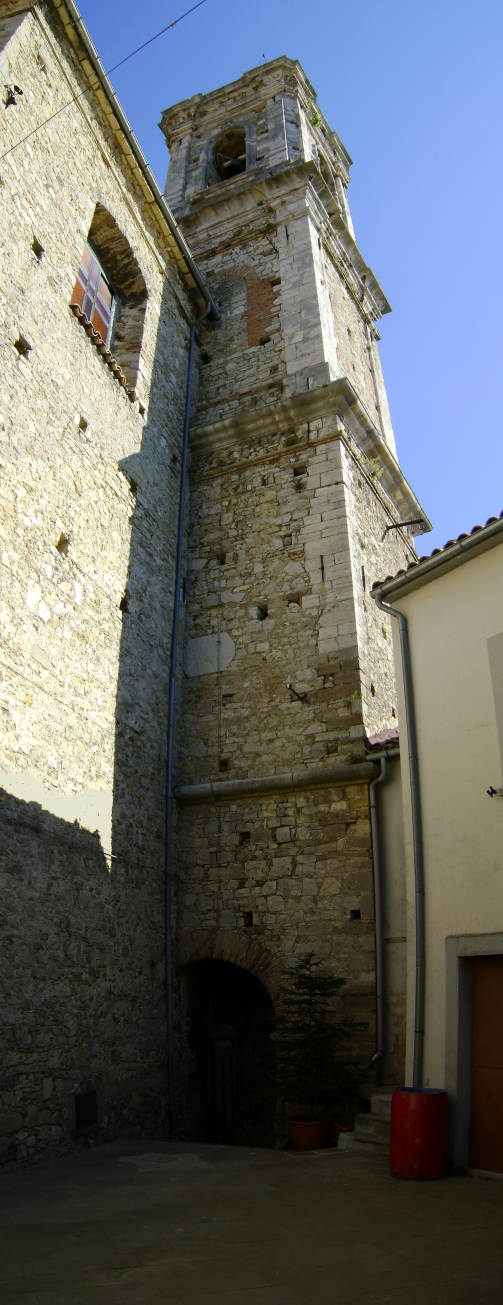
Le Campanile.

Sur les côtés, il y a plusieurs chapelles, toutes datant du XVIIIe siècle. Les peintures au-dessus des autels sont presque toutes attribuées à Ludovico De Majo. A droite, les chapelles du Purgatoire, de la Madonna del Rosario et après le baptistère, celle de Sant Antonio. À gauche, ceux de San Giuseppe, San Donato (patron de Bomba) et San Domenico, attribués au chef napolitain du cavalier Giacomo Farelli. Dans la chapelle de San Donato, il y a aussi de nombreuses reliques.
L'église a également de nombreuses statues en bois et l'argile, la plupart datant du XVIIIe siècle. Parmi les exceptions, il y en a une du XVe siècle, représentant San Sebastiano, probablement de l'école toscane.
Les stucs représentent des scènes de l'Ancien et du Nouveau Testament, comme Saint Michel et Lucifer, l'expulsion des marchands du Temple, la Madeleine qui lave les pieds de Jésus, le fils prodigue, le baptême du Christ, la reine Esther qui implore le salut pour son peuple, la Samaritaine, Zachée, la femme adultère. Les chapiteaux et les colonnes sont enrichis de décorations dorées. Dans le dôme, il y a les symboles des quatre évangélistes aux vertus cardinales.

## Galerie

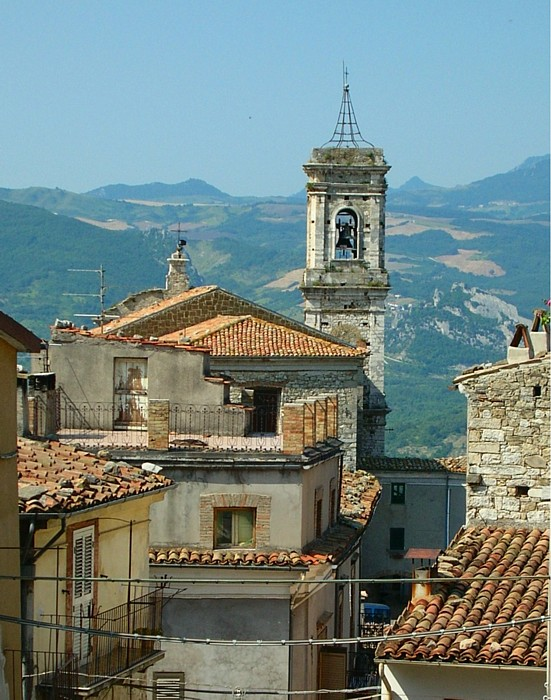
Panorama.
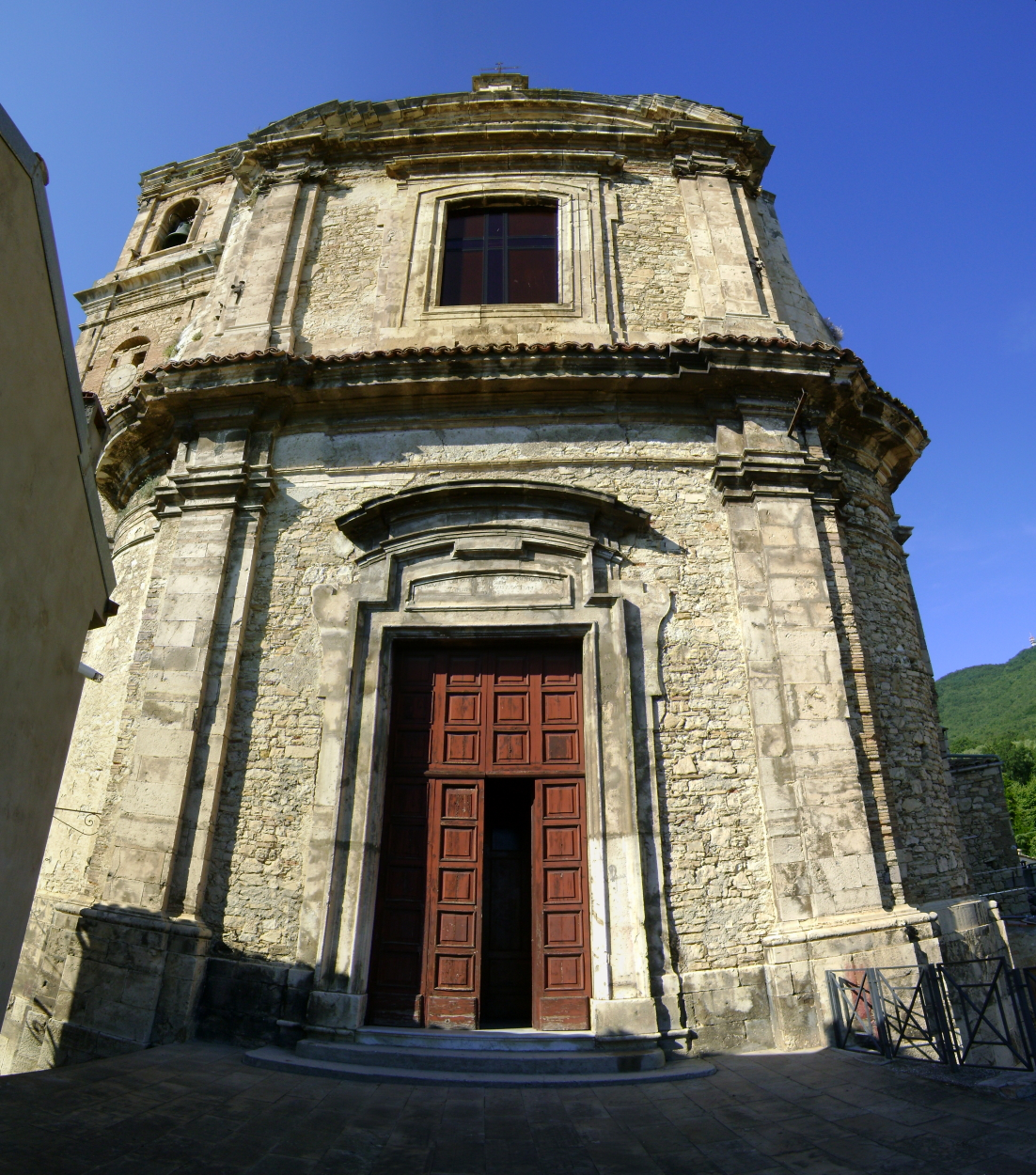
Façade principale, en juillet 2010.
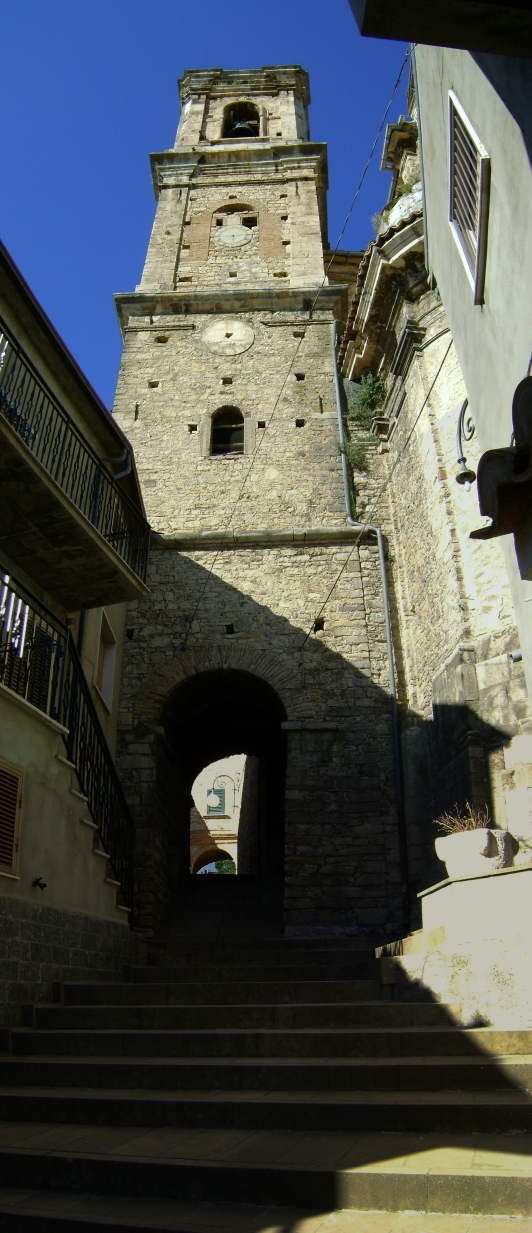
Escalier qui passe en dessous du clocher.
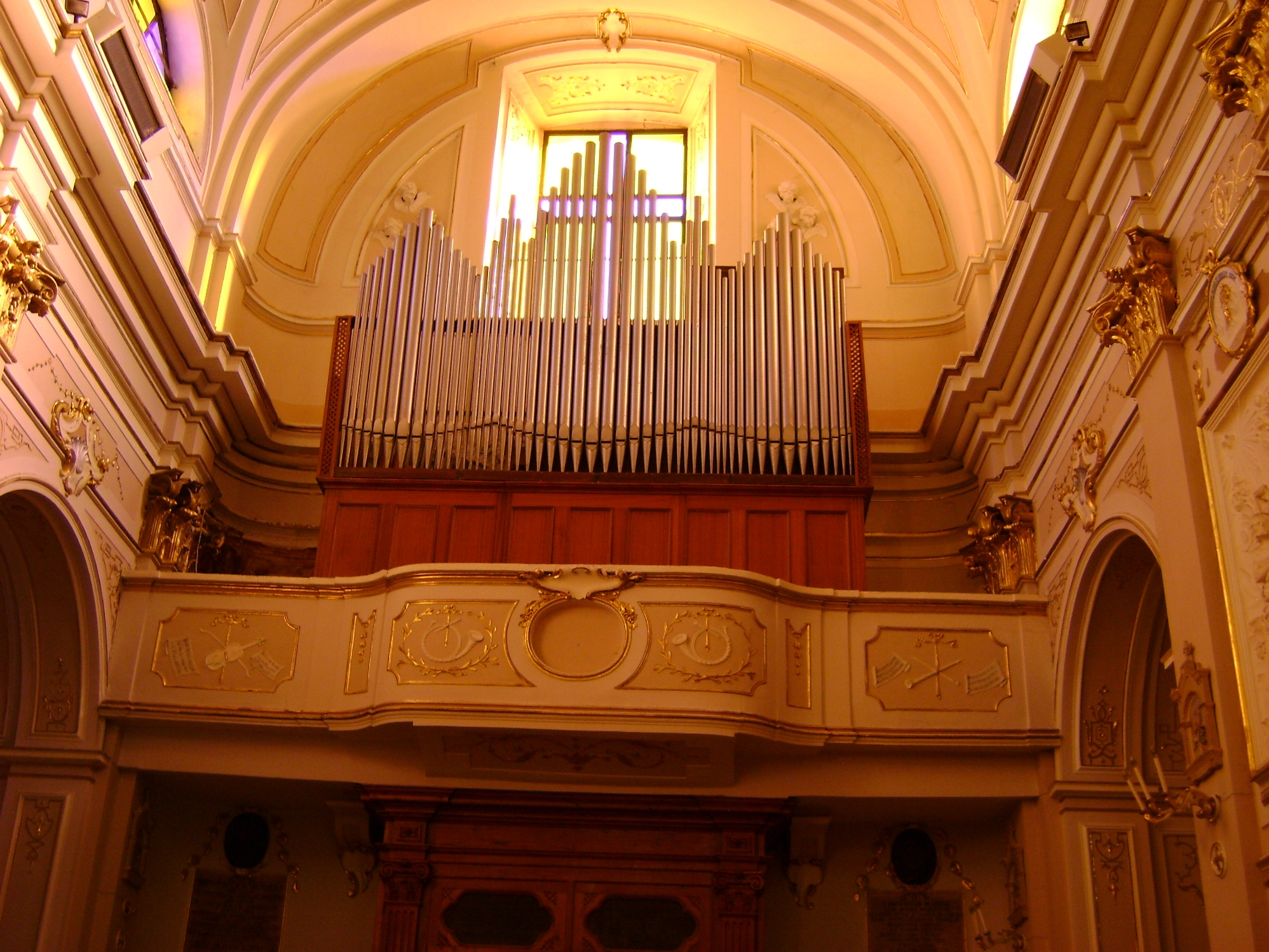
L'orgue.
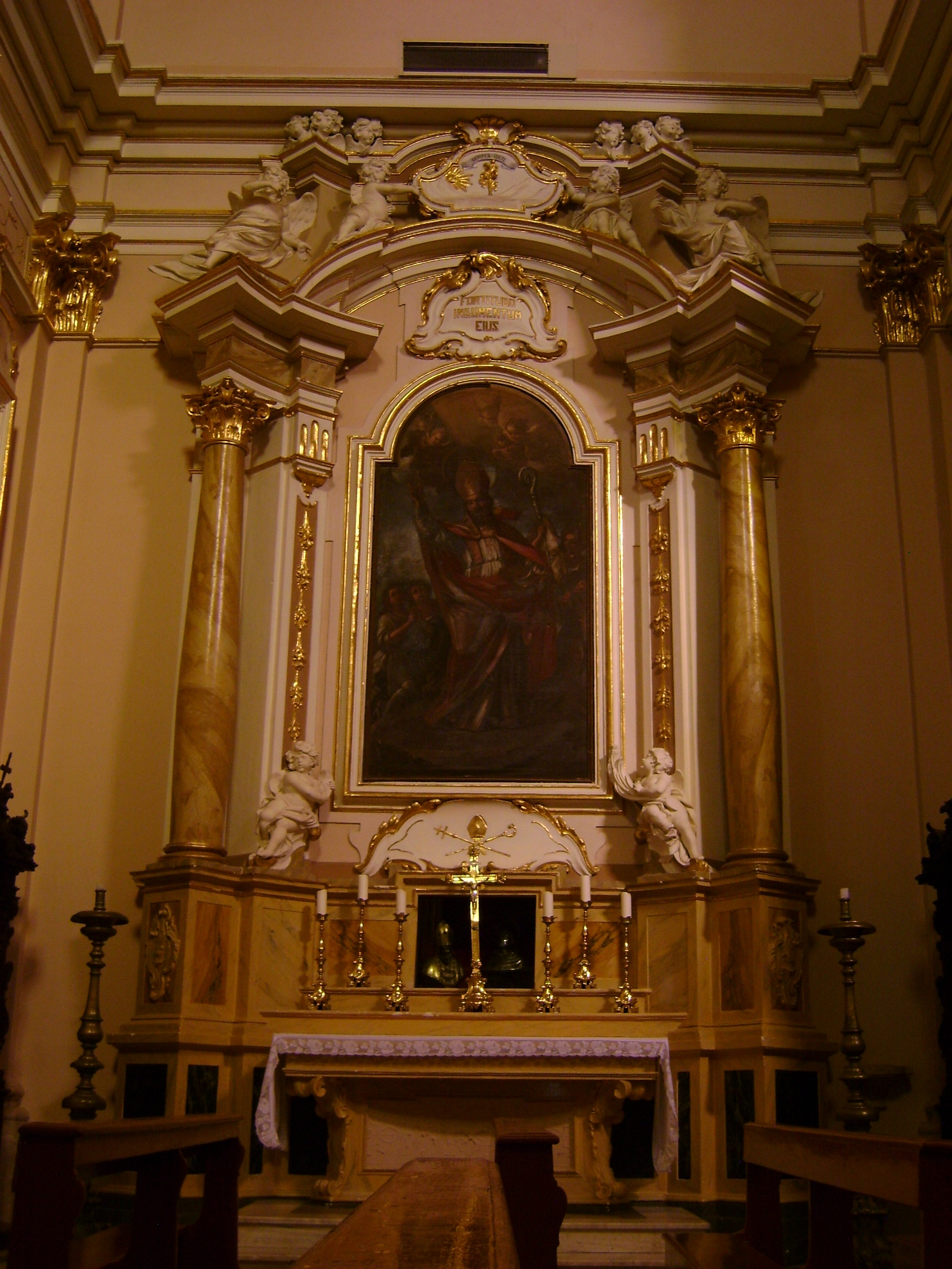
Autel Baroque.
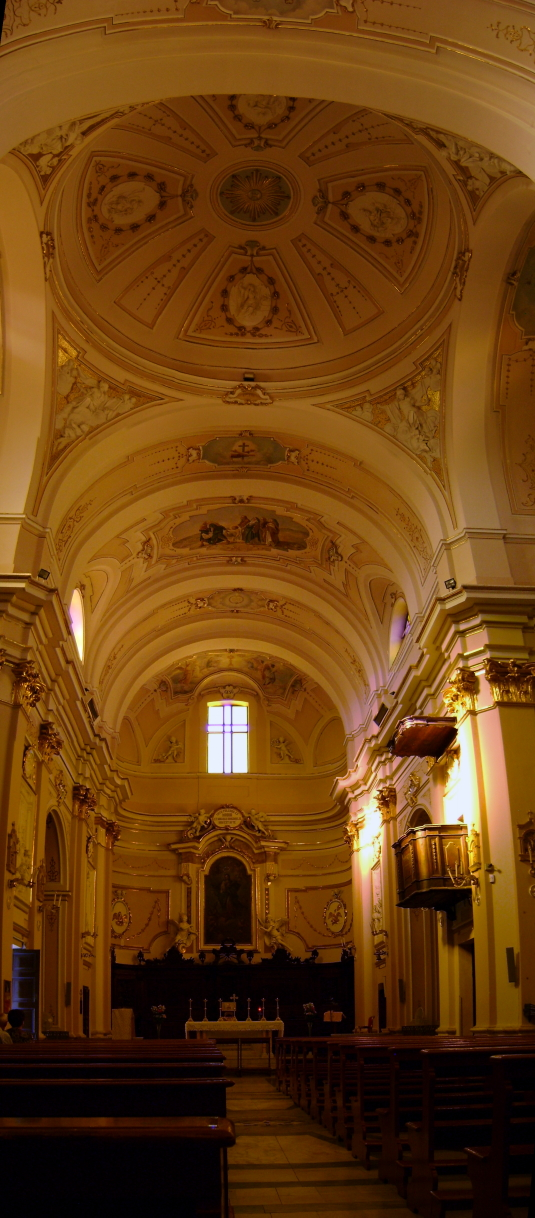
L'intérieur de l'église.
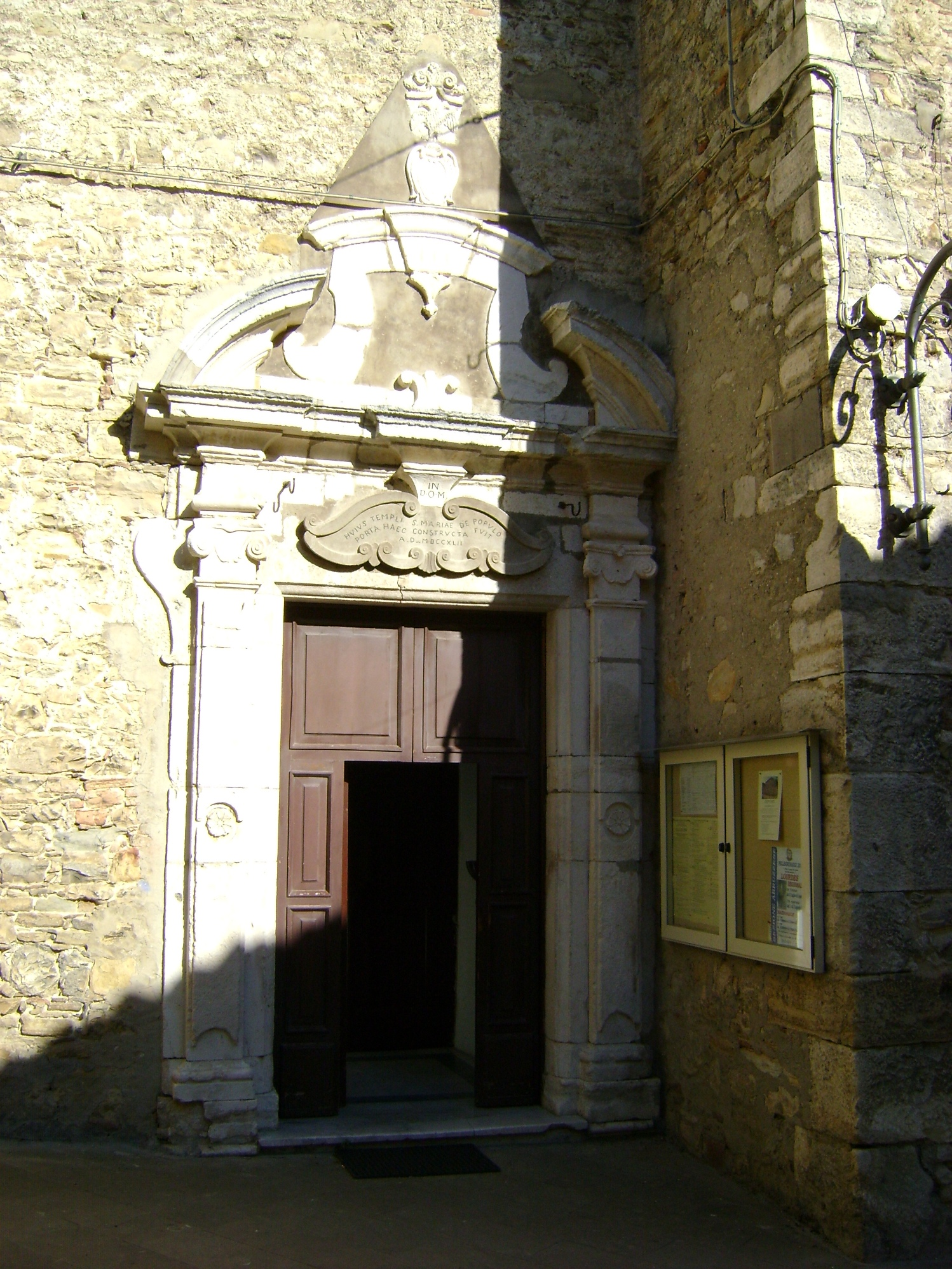
Porte d'entrée.
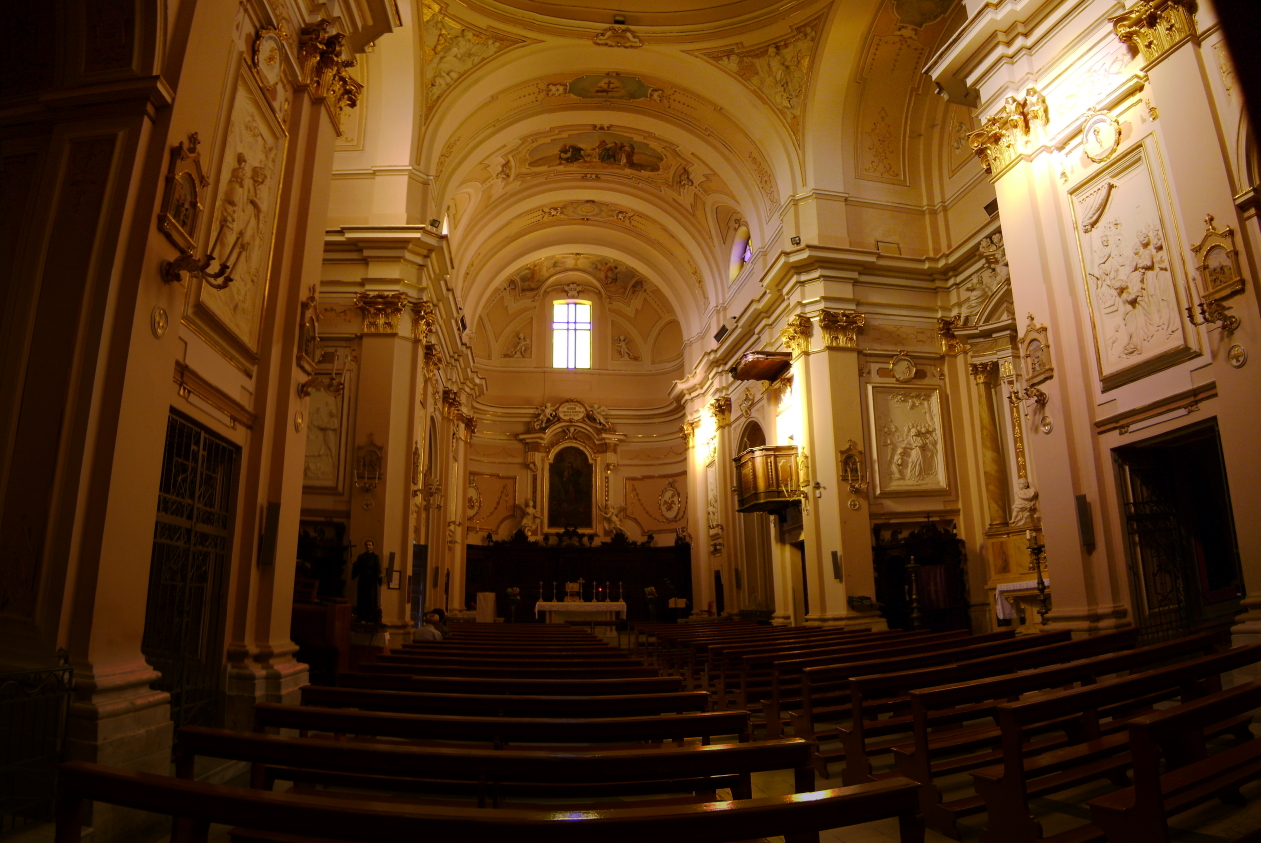
Intérieur.